# Філе
Філе́ або філе́й (фр. filet — ниточка) — кулінарний термін, що має кілька значень, але зазвичай означає найкращу, найніжнішу і відповідно найдорожчу частину м'яса домашніх тварин, птиці, дичини та риби. Філе це завжди м'ясо без кісток і без жиру. Філе з свинини та яловичини —  це вирізка або ж частина між вирізкою і покромкою. Останнє це філе у вузькопрофесійному значенні. В птиці як домашньої так і дичини за філе вважають груди, а в риби — спинну частина.
Полендви́ця, полядви́ця — вид страви, приготовленої з філе риби, м'яса.